# 密蘇里號戰艦 (BB-63)
密蘇里號戰艦（英語：USS Missouri BB-63）是一艘隸屬於美國海軍的戰艦，為愛荷華級戰艦的三號艦。她是美軍第三艘以密蘇里州為名的軍艦，亦是美國海軍最後一艘建成的戰艦。是美國二戰最後一艘退役的戰艦，也因於二戰结束時被指派為受降艦而聞名於世。

## 簡介
密蘇里號在1941年按照11%擴充法案，於布魯克林造船廠開始建造，在1944年下水服役。其時太平洋戰爭已走向尾聲，密蘇里號僅趕及參與硫磺島戰役及沖繩戰役，並曾遭神風特攻隊自殺飛機擊中。日本投降後，盟軍在密蘇里號上舉行日本簽字投降儀式。
戰後密蘇里號參與魔毯行動，接載美軍人返國。希臘內戰時期，密蘇里號曾被派往當地，宣示美國抵抗共產勢力擴張之決心。而戰後海軍雖因經費不足，而陸續將愛荷華級戰艦退役；但由於美國總統杜魯門的干預，密蘇里號得以一直留在現役。1950年韓戰爆發，密蘇里號即時由大西洋返回太平洋，為聯合國軍提供炮火支援之餘，亦有轟擊北韓運輸路線以及工業設施。長津湖戰役後，密蘇里號更掩護聯合國軍在興南撤退，以火炮阻擋志願軍進逼。
韓戰結束後，密蘇里號返國維修，最後在1955年退役。此後密蘇里號一直在港口封存，直到1981年，雷根當選新任美國總統，並提出「六百艦隊」擴軍計劃，大規模擴充海軍，以壓抑蘇聯而假想敵其實就是蘇聯海軍的基洛夫級核動力巡洋艦，因為當基洛夫級巡洋艦在1984年首次出現時，對美國政府與海軍而言真的是意外的不速之客，雷根政府為了正面對抗威脅，於是就將美國海軍的金屬巨獸愛荷華級戰艦重新服役，因為這種從二戰時期留下來的裝甲重型戰艦，是唯一抵抗的了反艦飛彈齊發的戰艦。密蘇里號因而重新復修，並進行大規模現代化改建，包括裝設戰斧巡航導彈及魚叉飛彈發射器，以及方陣近迫武器系統。1986年密蘇里號重返現役，並進行一次環球航行，以紀念80年前老羅斯福派遣大白艦隊航行世界。1987兩伊戰爭期間，密蘇里號參與摯誠意志行動，協助保護科威特的油船免遭兩伊攻擊。1990年波斯灣戰爭爆發，密蘇里號亦被派到波斯灣，為登陸的陸戰隊提供炮火支援，並轟擊伊拉克的軍事設施。
密蘇里號在1992年退役，並於1995年除籍。1998年海軍將密蘇里號捐贈作博物館艦，並在同年轉移至珍珠港亞利桑那號戰艦殘骸旁邊，成為密蘇里號戰艦紀念館以作紀念。2009年，密蘇里號曾短暫到珍珠港船塢維修，並在2010年回到原停泊點開放參觀。
密蘇里號在二戰及韓戰分別獲得三枚及五枚戰鬥之星。

## 圖片集

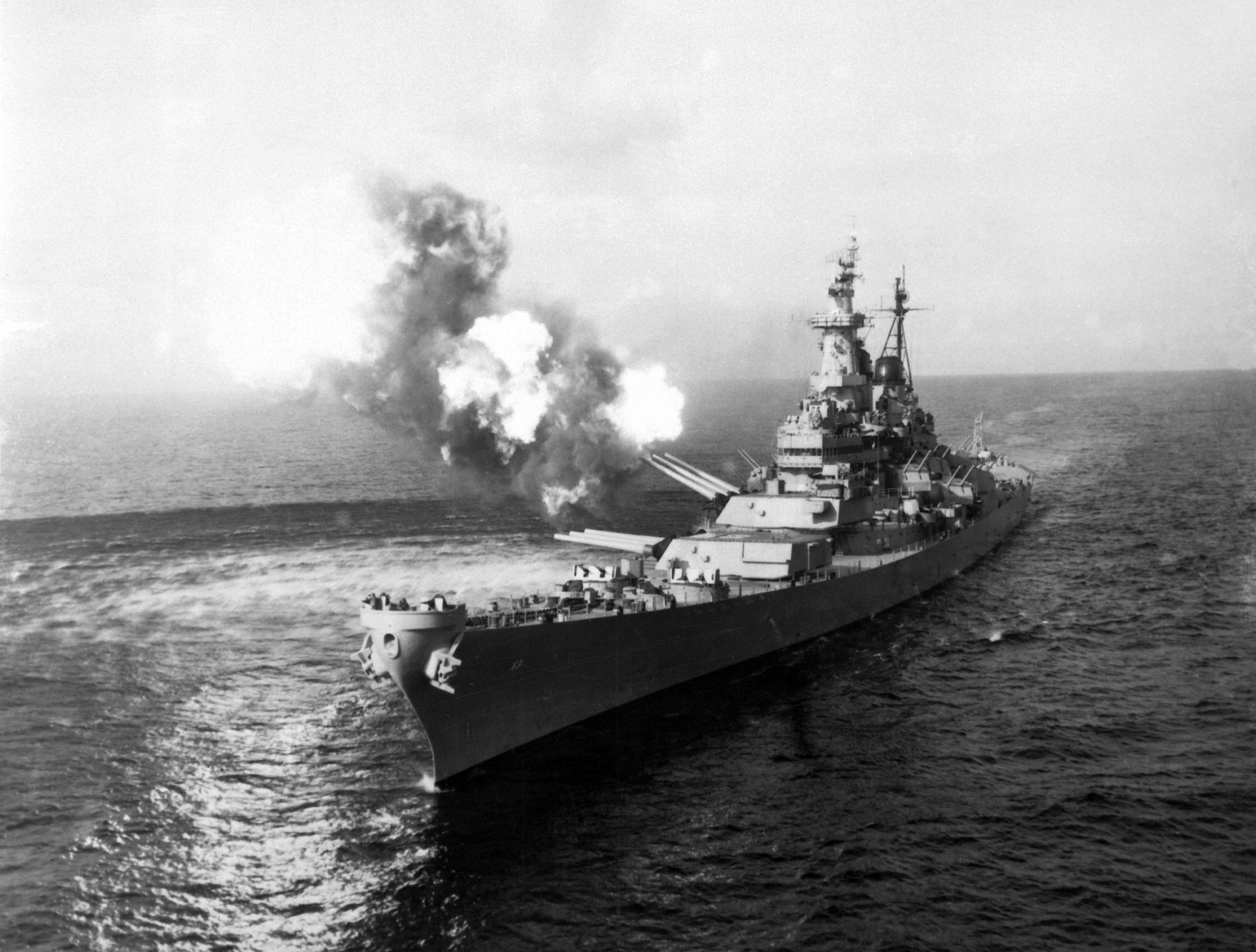
韓戰期間對清津市進行岸轟的密蘇里號。攝於1950年10月21日。
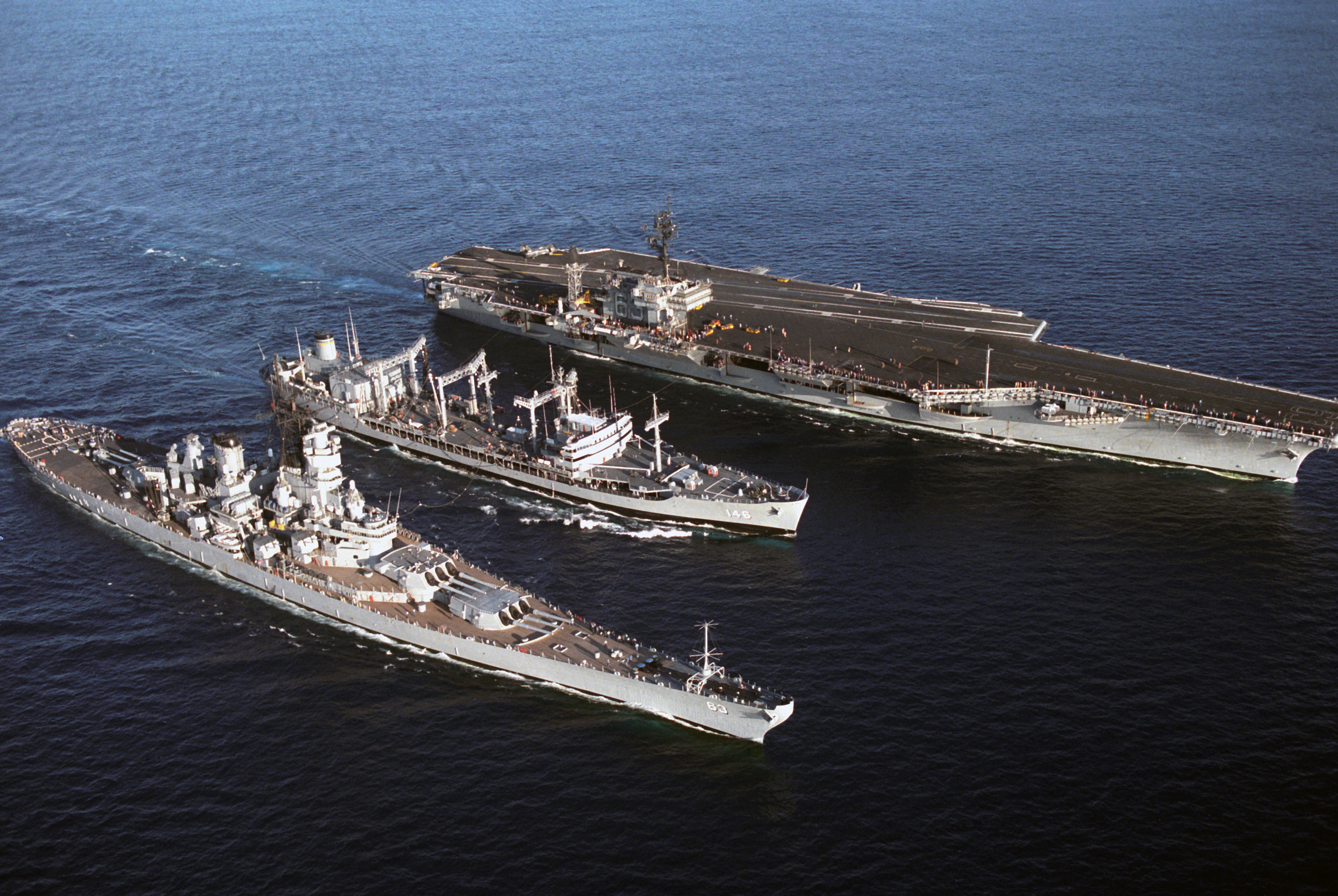
密蘇里號（下）與小鷹號航空母艦（上）並排航行，以便與卡威希維號補給艦（USNS Kawishiwi T-AO-146，圖中）進行海上補油作業。
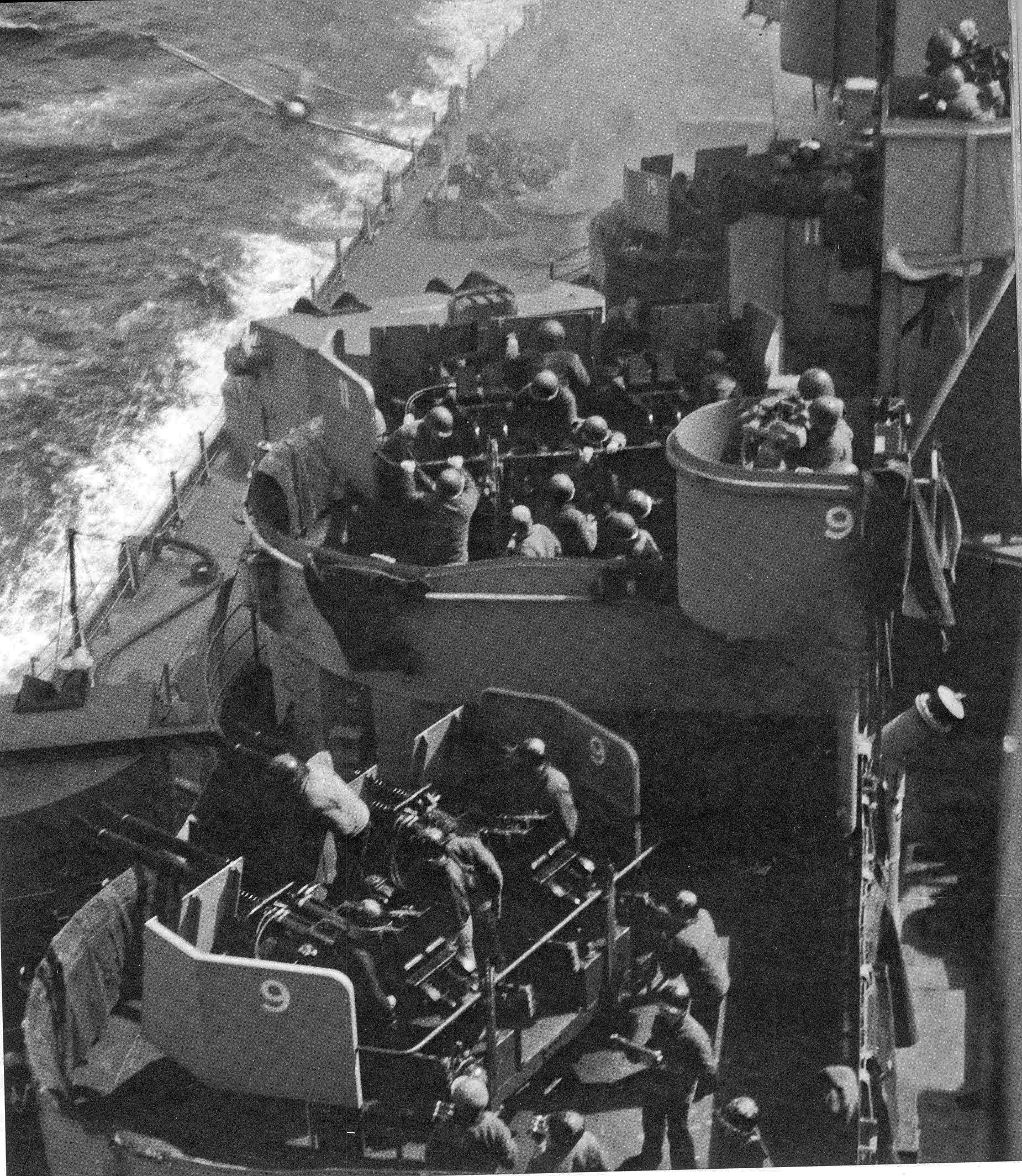
1945年4月11日，沖繩島戰役期間，一架神風特攻隊的零式戰鬥機衝撞密蘇里號前的剎那。該戰機極有可能是由石野節雄二飛佐所駕駛，飛機雖然成功撞上密蘇里號，卻沒有產生預期的破壞。
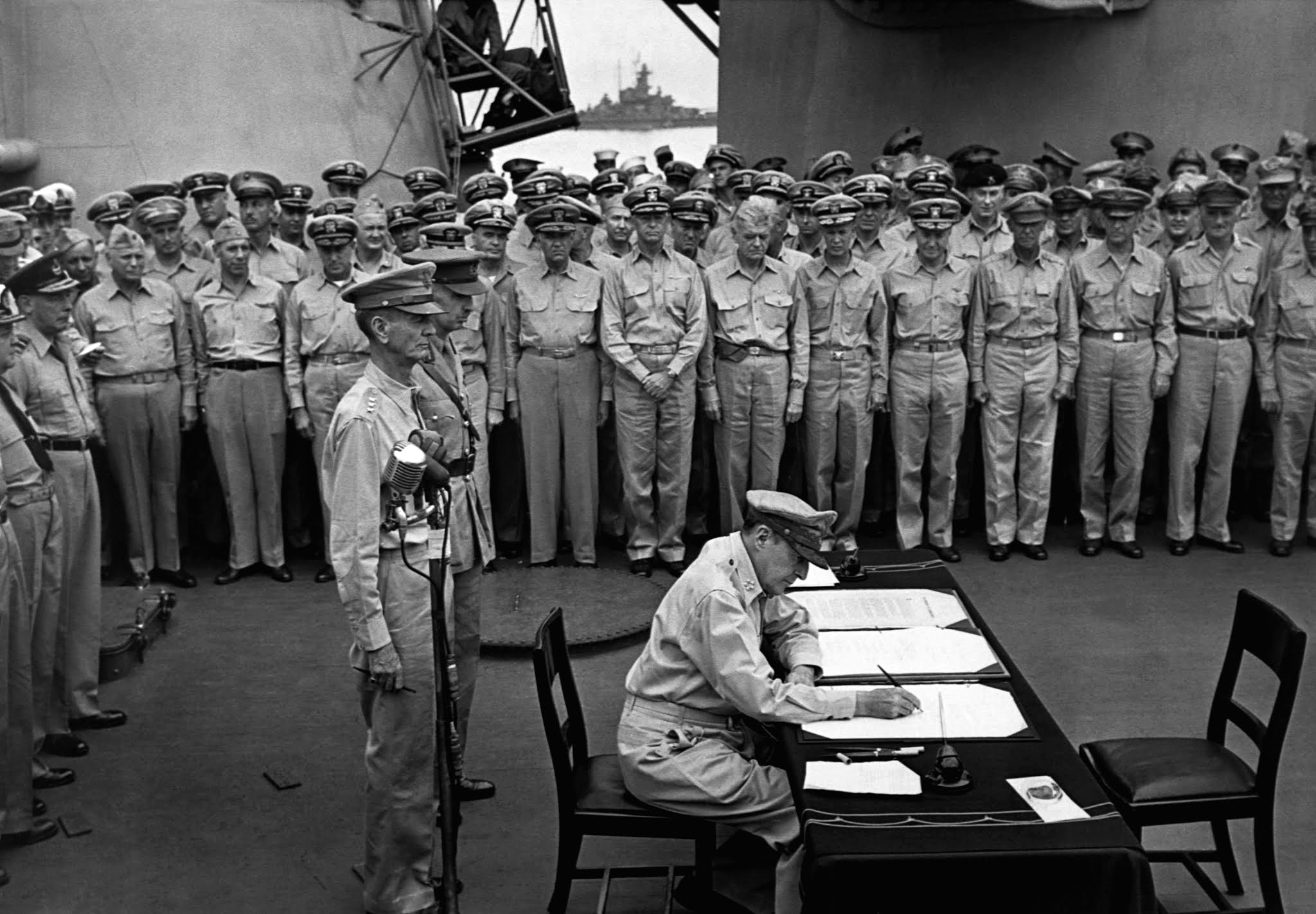
1945年9月2日，道格拉斯·麥克阿瑟將軍代表美國，連同其他盟國代表在密蘇里號的甲板上接受日本帝國無條件投降的歷史畫面。
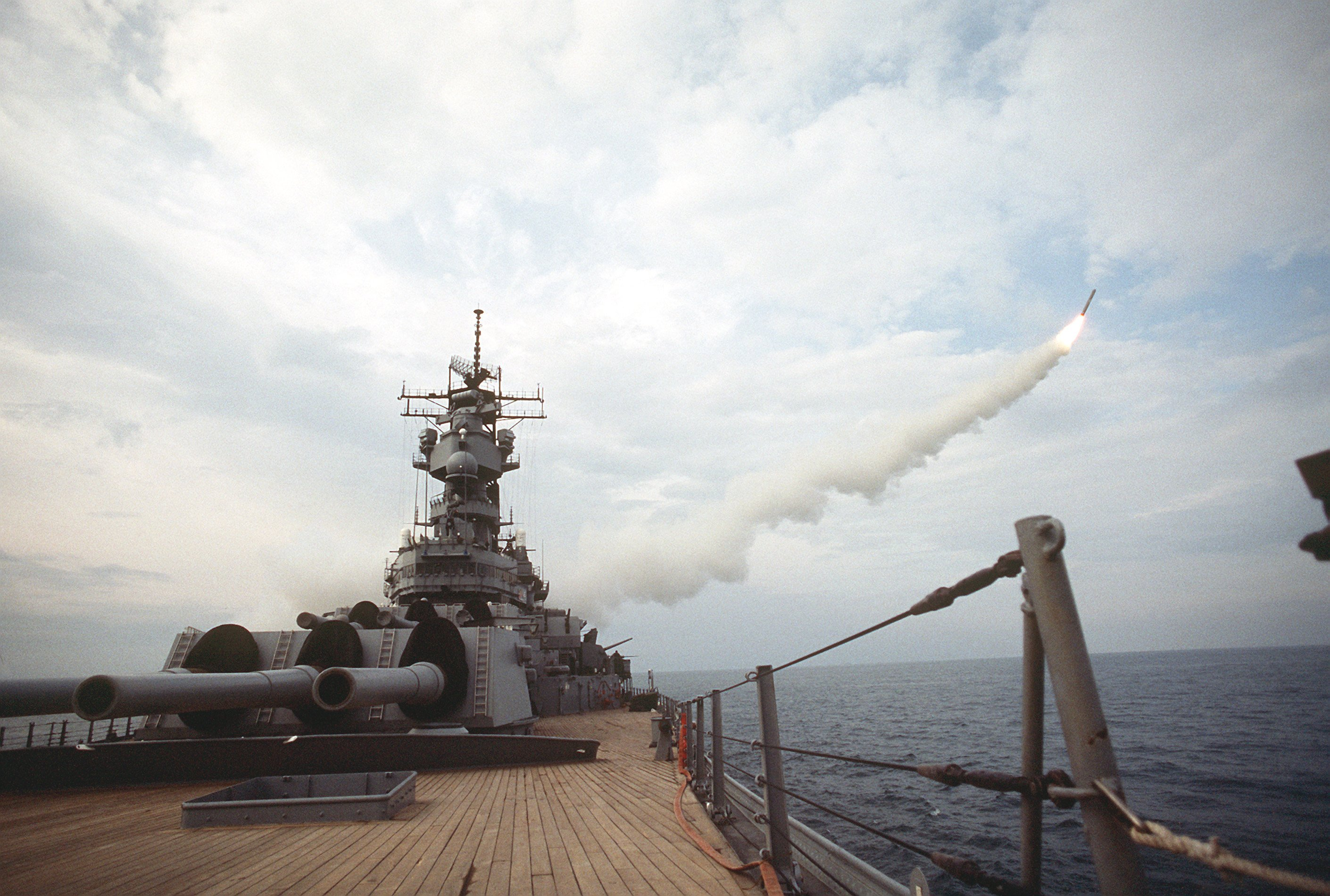
1991年1月17日，沙漠風暴行動期間，一枚戰斧巡弋飛彈自密蘇里號上發射，以攻擊位於伊拉克境內的目標。
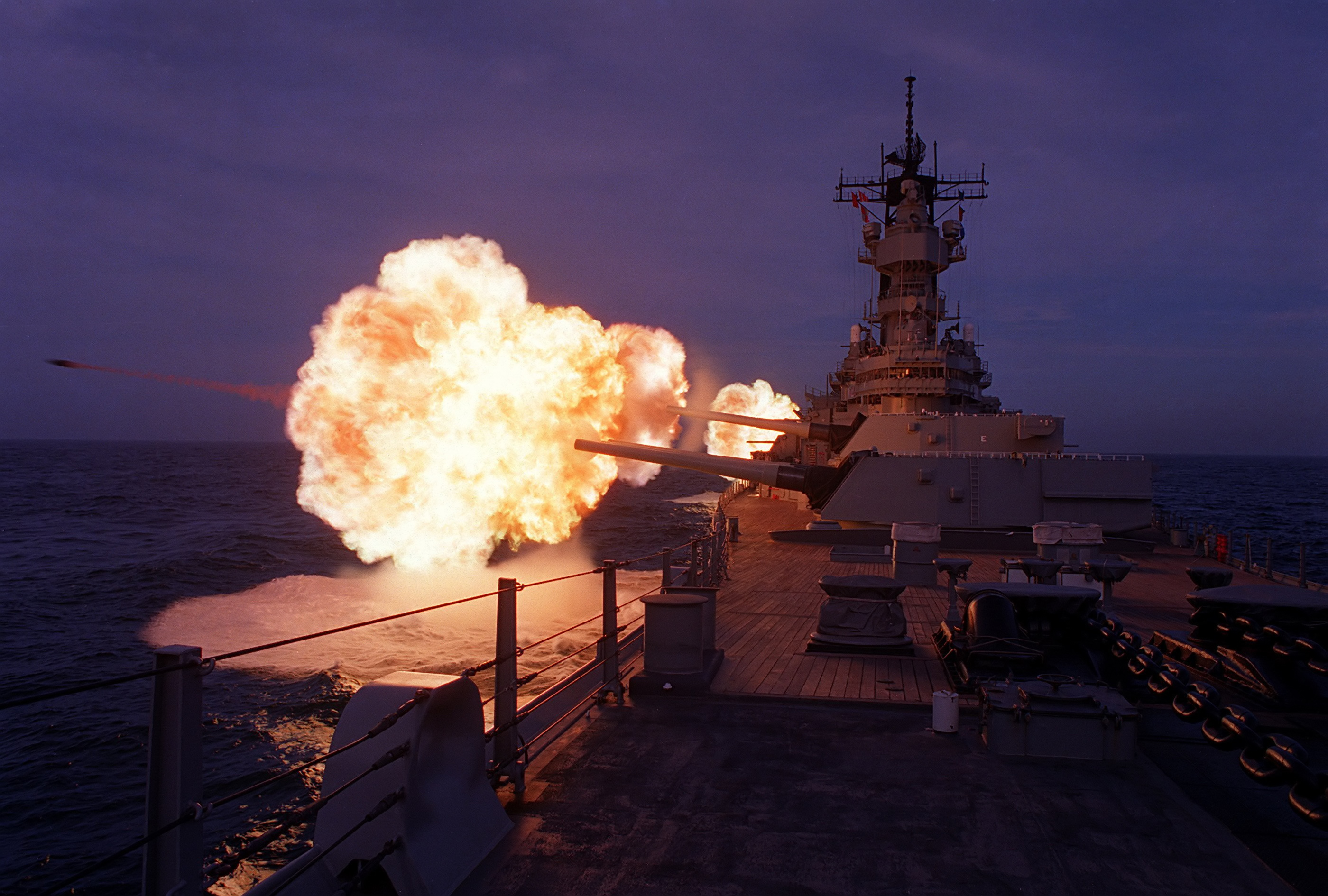
1990年4月10日，在夏威夷近海舉行的環太平洋軍事演習（RIMPAC）期間，密蘇里號以16吋主砲進行側舷齊射。
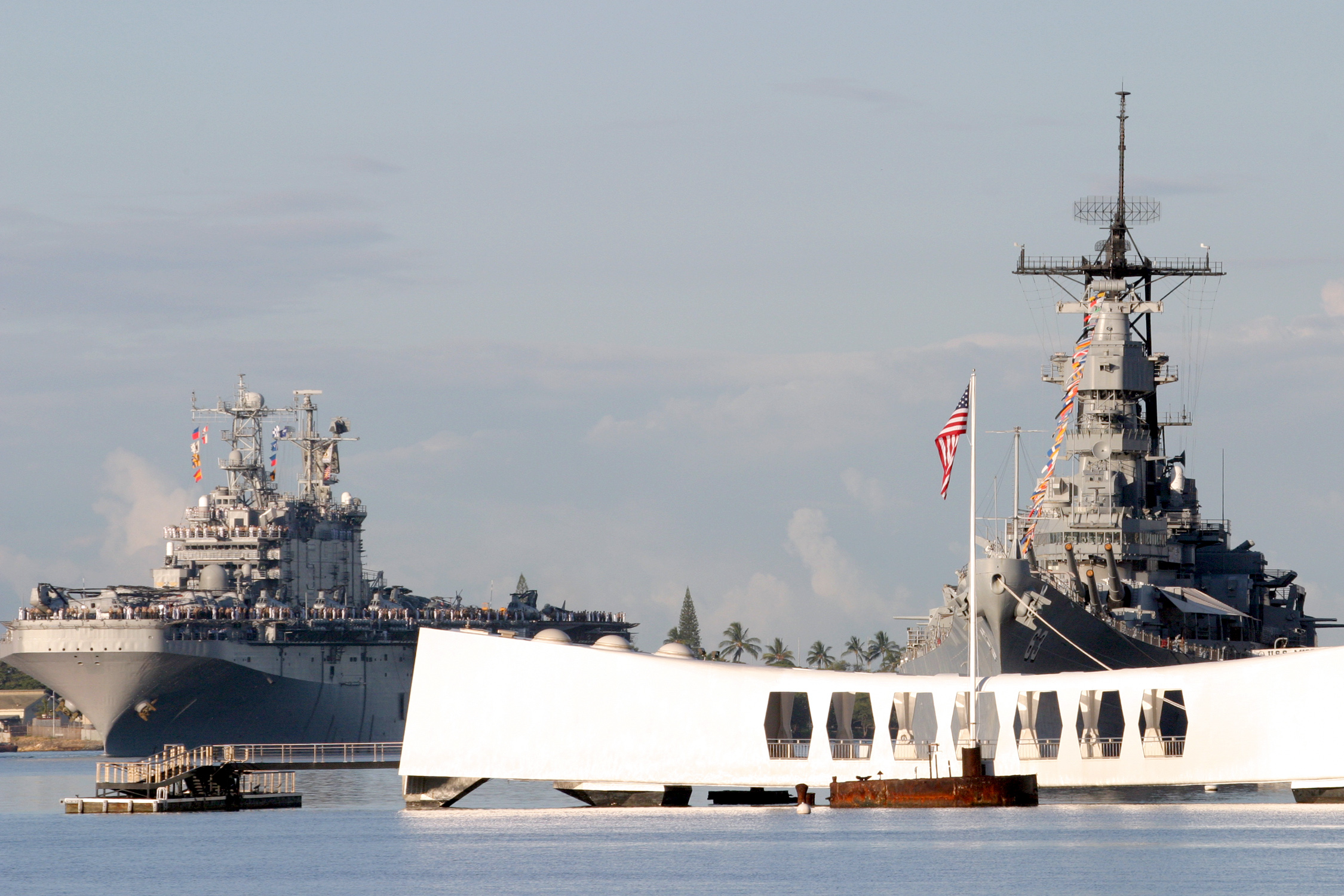
退役後停泊在夏威夷珍珠港內作為浮動博物館的密蘇里號（圖右），照片前景中的白色建築物為亞利桑納號紀念館，而左方通過中的是貝里琉號兩棲突擊艦，艦上官兵列隊在甲板四周對密蘇里號與亞利桑納號行登舷禮致敬。
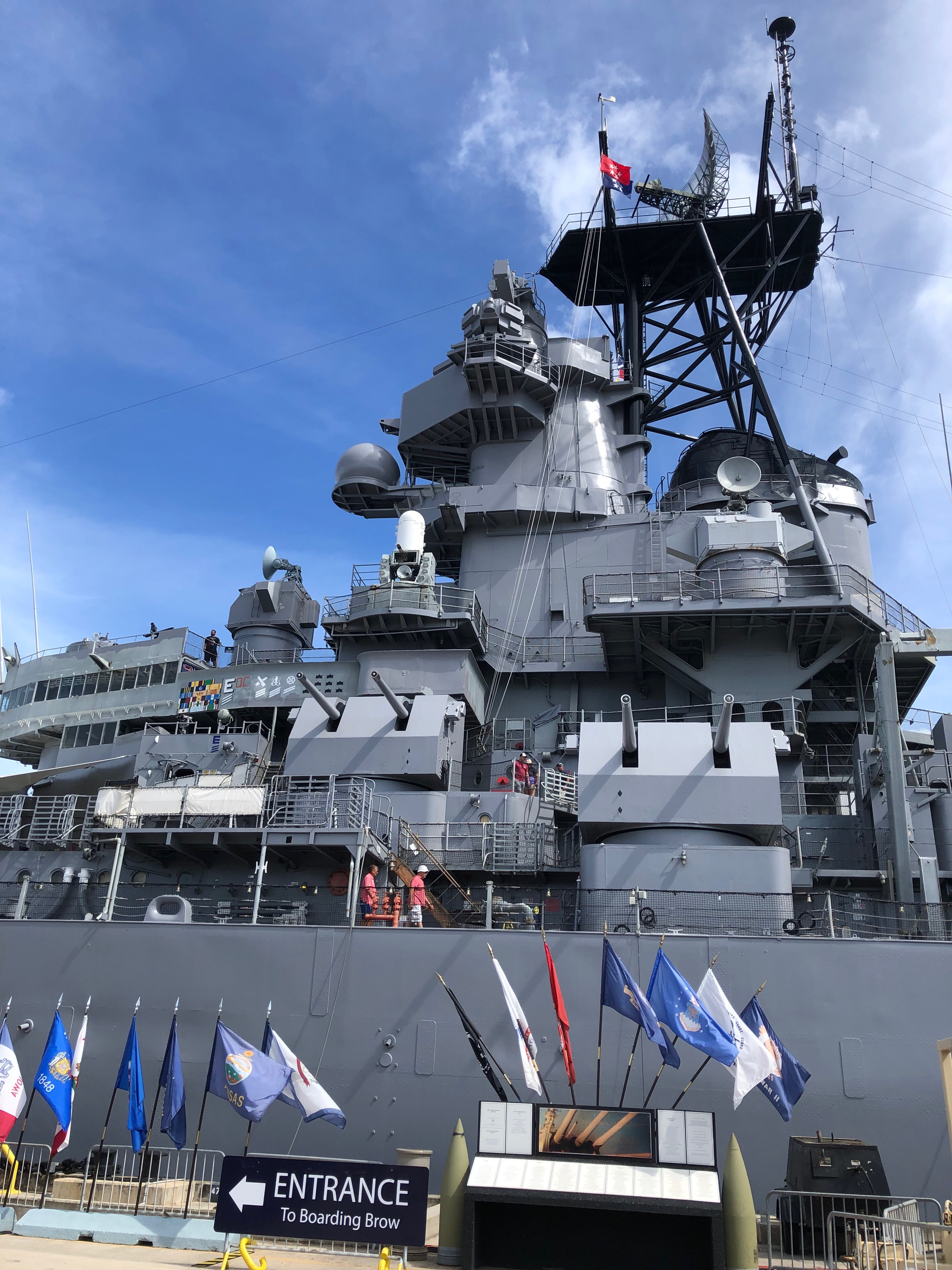
遠眺密蘇里號戰艦 (BB-63)。攝於2019年9月。
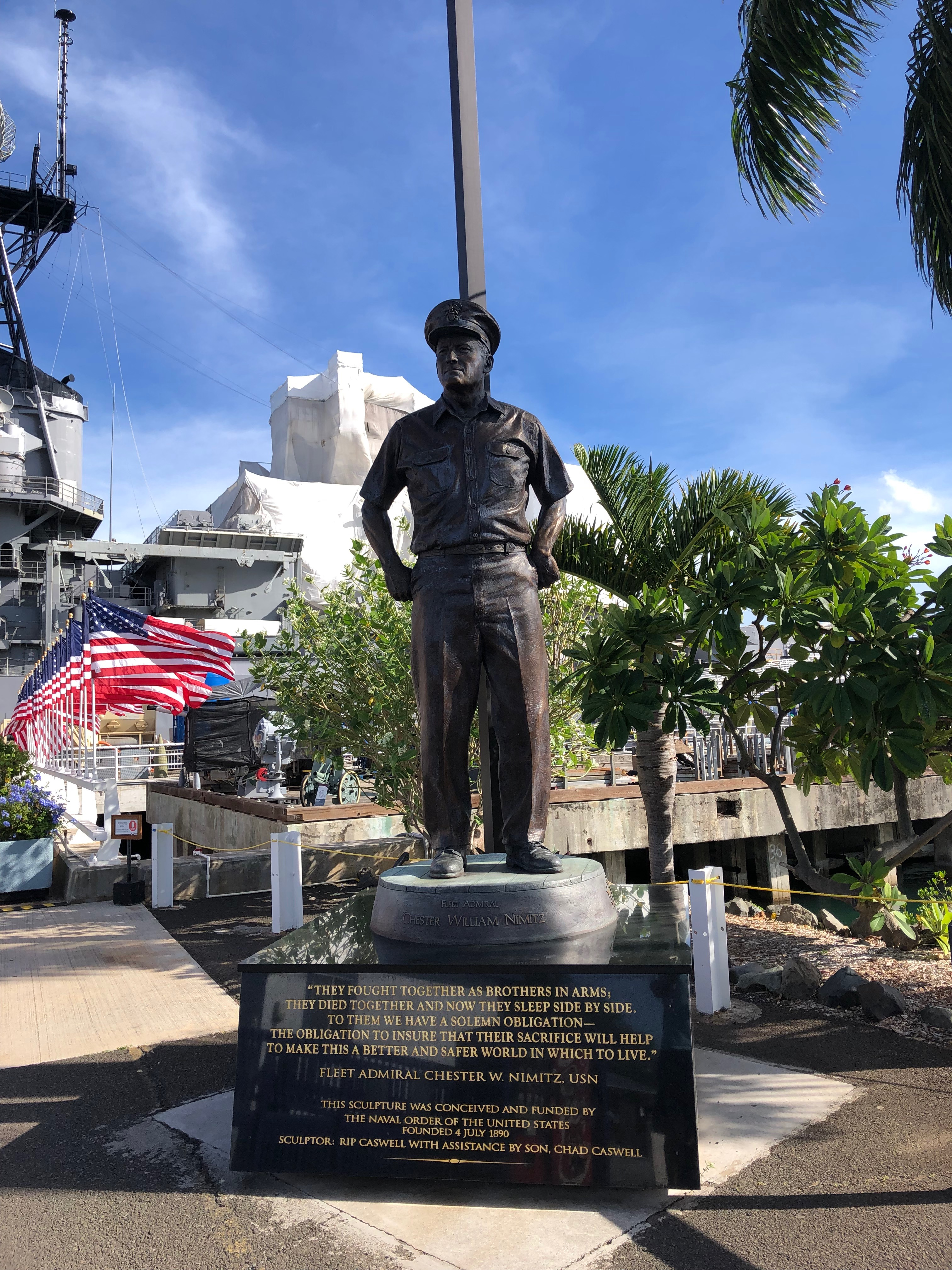
密蘇里號戰艦前的尼米茲將軍銅像。攝於2019年9月。
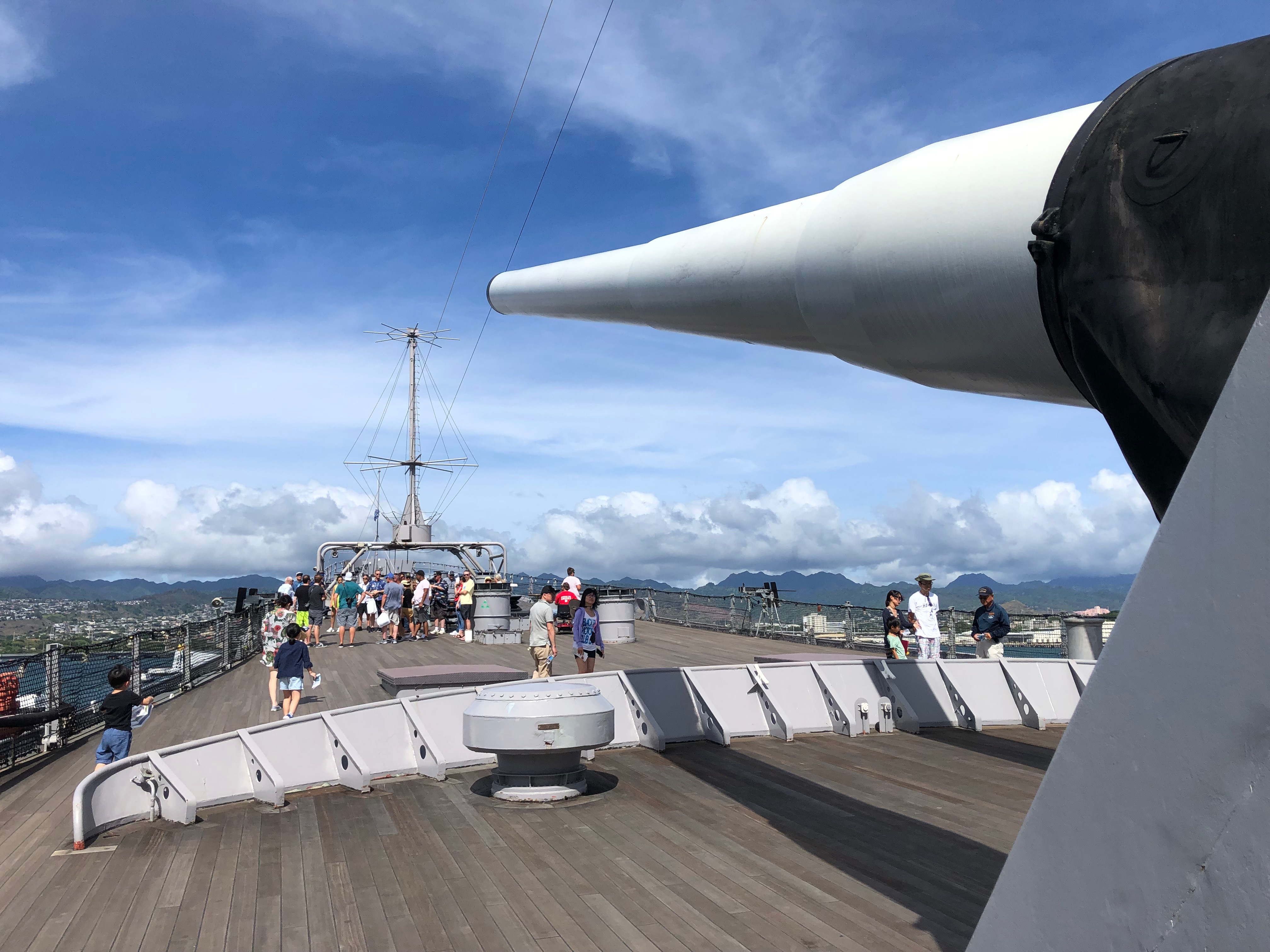
密蘇里號戰艦的406mm主砲。攝於2019年9月。
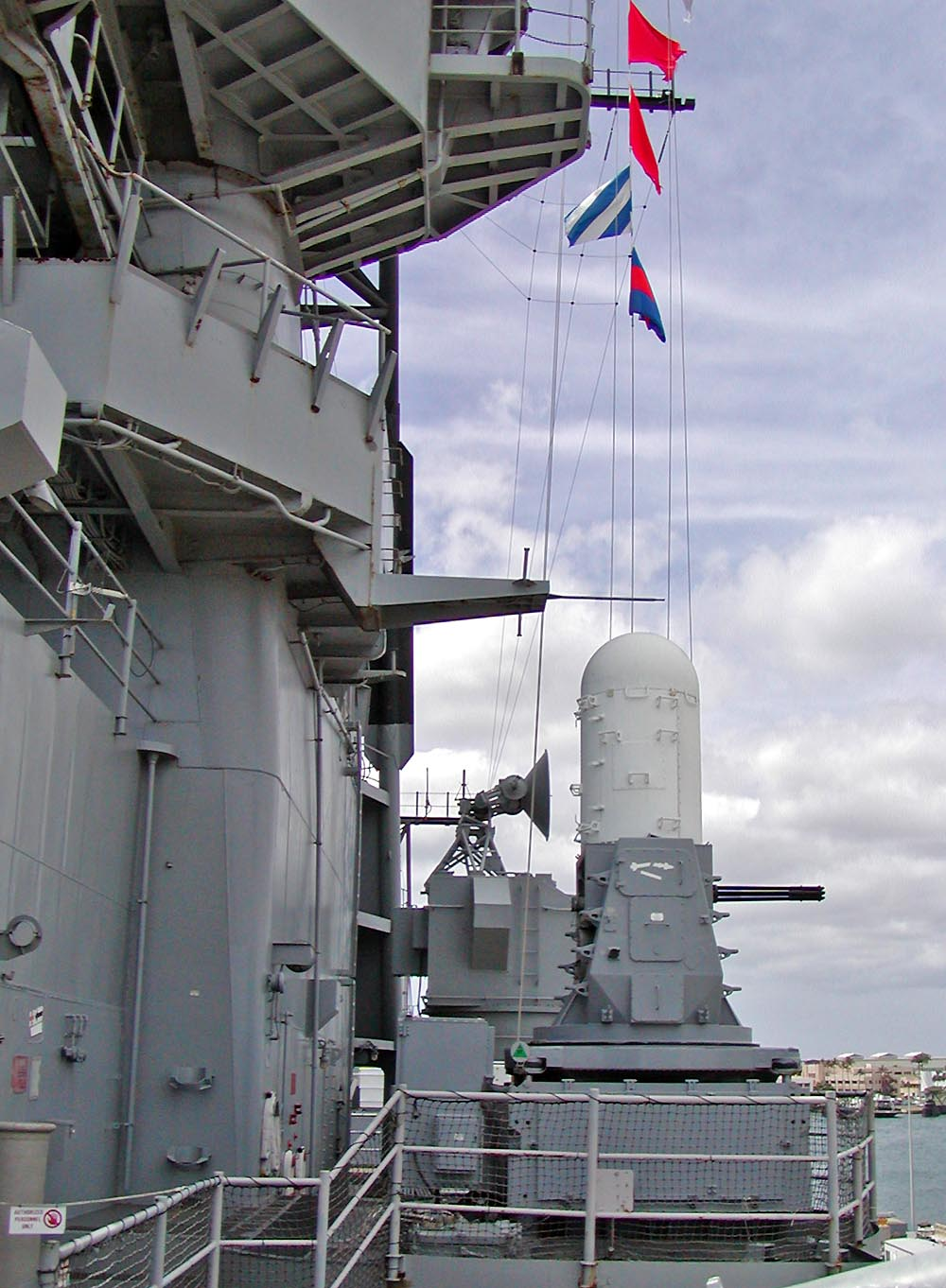
密蘇里號戰艦的方陣近迫武器系統
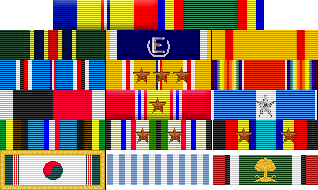
密蘇里號戰艦服役期間獲得的勳章

## 相關影视作品
- 《魔鬼戰將》：1992年由安德魯·戴維斯執導，史蒂芬·席格、湯米·李·瓊斯主演的動作電影。劇情中剛退役的密蘇里號遭到恐怖份子挾持，企圖竊取艦上尚未來得及拆除的核彈頭巡弋飛彈。
- 《超級戰艦》：一部2012年時上映的美國科幻電影。在劇中原本作為水上博物館的密蘇里號被重新啟動，以艦上的火砲對歐胡島的外星人通訊營地進行岸轟，並與外星戰艦交火。
- 《戰艦世界》：由白俄羅斯遊戲公司「戰遊網」所開發製作的線上遊戲《戰艦世界》中，密蘇里號曾作為美國IX階加值戰艦供玩家選購。[2]
- 《血战钢锯岭》：一部2016年上映的戰爭傳記片。在片中為美國陸軍第77步兵師與第96步兵師提供火力覆蓋。
- 《潛龍諜影4 愛國者之槍》：劇情第五章「老雄の太陽」以美軍訓練艦的身分登場，艦長則是本艦史上的第一位女性艦長，也是過去曾經給老蛇(Old Snake)與宅代（Otacon）不少幫助的美玲(メイ．リン，CV：桑島法子)。

### 引用
1. ↑  .   [2012-07-22]. （原始内容存档于2012-05-09）.
2. ↑  .   [2021-06-15]. （原始内容存档于2021-06-16） （英语）. Missouri — American promo premium Tier IX battleship.

## 外部連結
- （繁體中文） 密蘇里號戰艦紀念館
- （简体中文） 密苏里号战列舰纪念馆